# Jaciment de Son Espases
El jaciment de Son Espases és un jaciment arqueològic de Palma situat a la part nord del terme, a l'antiga possessió de Son Espases. Està format per dos tipus de restes ben diferenciades: unes d'indígenes posttalaiòtiques i unes de romanes; la part romana la conforma un campament romà d'època republicana que probablement representa un precedent de la Palma romana. El jaciment fou descobert i excavat entre 2007 i 2009 arran de les obres de l'hospital homònim, i foren traslladades uns metres més al nord.
En general, es troba a una zona dita l'Horta d'Amunt històricament molt valorada per l'ocupació humana, amb el primer campament romà documentat a l'illa, el poblat talaiòtic més pròxim a la ciutat que s'ha pogut localitzar i una gran activitat en època islàmica; a més, també hi establí el campament el Rei en Jaume durant el setge de Mallorca (concretament, les fonts indiquen que fou sota el Monestir de la Real, adjacent a Son Espases), el qual val a dir que no ha pogut ésser localitzat.

## Descobriment i excavació
La possessió de Son Espases Vell era una propietat rural que fou adquirida per les institucions per bastir-hi un nou hospital, operació que resultà farcida de corrupció i tràfic d'influències. Les obres començaren el 2007 sense control arqueològic i una part del jaciment fou arrasat a conseqüència de la manca de supervisió. L'Ajuntament, preocupat per la possibilitat que les obres poguessin malmetre qualque element de les síquies de la Vila o d'en Baster, catalogats com a Bé d'Interés Cultural, imposà la presència d'arqueòlegs gràcies a la qual es descobrí el jaciment. El maig de 2010 acabaren les excavacions i es traslladà el campament al costat de les cases de Son Espases Vell, les quals està previst que es convertesquen en un centre d'interpretació.
El centre d'interpretació encara roman en stand by, però el 2014 es museïtzà el jaciment amb la col·locació d'uns rètols informatius que posen en context les restes.
Hom ha lamentat que els interessos personals i urbanístics hagin impedit que es pogués estudiar en bones condicions un gran jaciment, el conjunt de Son Espases-Son Cabrer, que prometia grans aportacions al coneixement de la primera relació que hi hagué entre els conqueridors romans i els indígenes mallorquins, portadors de la cultura talaiòtica. En canvi, el jaciment de Son Espases ha estat excavat a correcuita i parcialment destruït i arrasat i, finalment, totalment descontextualitzat; mentre que la part de Son Cabrer roman sense excavar, parcialment arrasat i en perill de ser totalment destruït.

## El jaciment posttalaiòtic
A l'extrem sud de les terres de Son Espases, en probable connexió amb el poblat de Son Cabrer, es trobaren unes restes posttalaiòtiques que daten del segle vi aC fins a final del segle i. Les estructures estaven molt arrasades, però es pogué identificar un santuari envoltat de restes d'habitacions. És destacable que s'hi detecti activitat amb anterioritat i posterioritat al campament romà.
Hom pensa que les restes són part del poblat de Son Cabrer veí, en el qual s'ha trobat ceràmica romana contemporània al moment. El poblat de Son Cabrer destaca per la proximitat a la ciutat, atès que és el jaciment més pròxim al centre que s'ha pogut documentar. No obstant això, roman sense excavar i les seves restes estan en perill atesa l'activitat a la possessió i la pressió urbanística i especulativa a la zona.

## El campament romà
El campament romà se situava a uns 300 m de distància del jaciment indígena i les peces més antigues daten entorn del 123 aC, l'any que les fonts donen per a la conquesta romana de les Balears. La tipologia i les dimensions del campament són canòniques respecte de la descripció d'un campament prototípic que fa Polibi de Megalòpolis, historiador romà del segle ii aC (coetani al campament, si fa no fa). Així doncs, estava dividit en tres sectors formats per mòduls de 100 peus romans comunicats per carrers estrets: els sectors externs estaven ocupats d'estructures, mentre que el sector central era un pati lliure que feia la funció d'espai comunitari. A un sector del campament se situaven les zones de poder, l'habitatge del cònsol i el del questor; mentre que a l'extrem oposat se situaven les estances per les legions. Al centre es troba el sector central, un espai lliure on s'han trobat el dipòsit ritual fundacional. Seria, en qualsevol cas, un campament per allotjar un exèrcit poc nombrós, d'acord amb la resistència que podien oferir els indígenes.
A més del dipòsit ritual central, s'han localitzat 169 dipòsits rituals de formes i mesures diverses, molts a l'exterior del perímetre del campament. Dins aquests dipòsits s'hi han trobat força peces interessants: una plomada en forma d'àmfora i un encenser que probablement foren utilitzats en el ritu augural per situar el centre del campament; un anell d'or amb una pedra d'ònix gravada amb un guerrer d'aspecte hel·lenístic equipat amb llança i escut; les restes de cendres, peces de fang i ossos animals resultat del ritual fundacional del campament; i tota mena de recipients de fang i de metall, monedes, un coronament de casc, daus de fang, hams...
La cronologia encaixa amb la del campament de Sanitja. Actualment, hom pensa que allò més raonable és endarrerir la cronologia de fundació de Palma i Pol·lència i interpretar el campament de Son Espases com una primera ocupació de la zona prèvia a la fundació de Palma. De fet, les primeres estructures de Pol·lència daten de la primera meitat del segle i aC, com també les de Palma. Així, hom pensa que entre les primeres ocupacions durant la conquesta de Mallorca hi hagué el campament de Son Espases, si fa no fa entorn de l'any 123 aC que donen les fonts escrites, que entorn del 80 aC es fundarien Palma i Pol·lència, i que entorn del 50 aC el campament seria abandonat.
Hom ha volgut identificar el topònim de Palma Alta que apareix al Repartiment amb el dit campament romà, per bé que també s'ha proposat que entendre-ho de manera genèrica com a la part alta de Palma.